# Estación de Vadocondes
Vadocondes fue una estación de ferrocarril situada en el municipio español de Vadocondes, en la provincia de Burgos. Las instalaciones formaban parte de la línea Valladolid-Ariza y estuvieron en servicio entre 1895 y 1985.

## Historia
Tras varios años de obras, la línea Valladolid-Ariza fue abierta al tráfico en 1895. Los trabajos de construcción corrieron a cargo de la compañía MZA, que en el municipio de Vadocondes levantó una estación de 3.ª clase. Además de un edificio de viajeros, el complejo ferroviario disponía de un muelle de mercancías, de dos vías de sobrepaso y una de apartadero.
En 1941, con la nacionalización del ferrocarril de ancho ibérico, las instalaciones pasaron a manos de RENFE. En 1971 la estación fue reclasificada como apeadero-cargadero sin personal, reflejo de la decadencia que ya atravesaba la línea. En enero de 1985 las instalaciones, al igual que el resto de la línea, fueron clausuradas al tráfico de pasajeros. El trazado todavía se mantuvo abierto para la circulación de trenes de mercancías durante algún tiempo, hasta su clausura definitiva en 1994.
En la actualidad solo se conserva el muelle de mercancías, ya que el edificio de viajeros fue derribado hacia 1989.